# Adendorf
Adendorf er en kommune i den tyske delstat Niedersachsen, og ligger omkring 4 km nordøst for Lüneburgs bymidte, og er sammenvokset med den. Adendorf danner med byerne Reppenstedt, Vögelsen og Bardowick samt Deutsch Evern og Wendisch Evern et tæt befolket område omkring Lüneburg med i alt omkring 103.500 indbyggere

## Geografi
Adendorf ligger mellem floden Ilmenau og Elbe-Seitenkanal omkring ti km syd for Elben.

### Nabokommuner
Adendorf grænser mod vest til landsbyen Bardowick, kommunen Brietlingen mod nord, kommunen Scharnebeck mod øst, og byen Lüneburg mod syd.